# Wynoochee Lake
Der Wynoochee Lake ist ein kleiner Stausee am oberen Wynoochee River im Grays Harbor County, US-Bundesstaat Washington. Er hat eine Fläche von 4,54 km² und ein nutzbares Stauvolumen von etwa 86 Mio. m³.
Der Wynoochee Dam wurde vom United States Army Corps of Engineers im September 1972 fertiggestellt. Er dient in erster Linie dem Hochwasserschutz und der Wasserversorgung von Industriebetrieben in Aberdeen. Daneben ist der im Olympic National Forest gelegene See ein Erholungsgebiet mit Campingplätzen und Wanderwegen an seinen Ufern. 1994 errichtete Tacoma Power, Teil des öffentlichen Versorgungsunternehmens Tacoma Public Utilities, ein Kraftwerk, das pro Jahr 30 Mio. kWh Strom erzeugt.